# Aarón Padilla
Aarón Padilla Mota (México, D. F., México, 13 de agosto de 1977) es un exfutbolista mexicano que se desempeñaba como delantero; hijo del también exfutbolista y directivo Aarón Padilla Gutiérrez.

## Trayectoria
Padilla debutó en la Primera División de México en el invierno 1998 contra Chivas en la última jornada donde entre de cambio en el segundo tiempo solo jugando 16 minutos ese torneo. Para el verano 1999 continuó como suplente y solo participó en tres partidos jugando un total de 15 minutos. En el verano 2001 participa en 7 partidos, 5 de titular, en ese mismo torneo anota su primer gol en la jornada 13 contra Cruz Azul.Para el Verano 2002 Padilla participa en 12 partidos 2 de titular anotan 2 goles en 369 minutos.En el Apertura 2002 Participa en 8 partidos ninguno de titular solo anatando 1 gol en 186 minutos.En el Clausura 2003 participa en 8 partidos solo comienza 2 de titular anotando 1 gol en 211 minutos, en ese torneo Atlante califica a cuartos de final pero cae ante Veracruz 2-1.El Apertuta 2003 fue el torneo donde tuvo más participación jugando 16 partidos 8 de titular anotando 3 goles en 696 minutos, en ese torneo Atlante califica a la liguilla llegando asta semifinales siendo eliminados contra Pachuca por marcador global 2-1.Su último torneo con fue el Clausura 2004 jugando solamente 8 partidos 4 de titular anotando 1 gol en 372 minutos.
En el Apertura 2004 ficha con el Club América jugando 7 partidos todos de suplente anotando 3 goles en 120 minutos.
El Clausura 2005 fue su mejor temporada ya que anotó gran parte de los goles para que el América llegara a la liguilla y terminara campeón, en la final anotó dos goles.
En el Apertura 2005 participa en 8 partidos 1 de titular anotando 3 goles en 327 minutos. Para el Clausura 2006 participa en 8 partidos ninguno de titular anotando 2 goles en el torneo que anotó en la jornada 15 contra Cruz Azul.
En el Apertura 2006 es prestado al equipo Necaxa para tener más actividad cual la tuvo jugando 15 partidos de los 17 6 de titular anotando solo 1 gol en 659 minutos.Padilla jugó su último torneo con Necaxa en el Clausura 2007, jugando 7 partidos 3 de titular, anotando 2 goles.
Para el Apertura 2007 ficha con el Atlas solo juega un torneo con el equipo. Padilla participa en 5 partidos todos de suplente.
Para el Clausura 2008 ficha con Jaguares de Chiapas participando en 7 partidos anotando 2 goles en 356 minutos.En el Apertura 2008 solo participa en 4 partidos anotando solo 1 gol. En el Clausura 2009 juega su último partido con Jaguares solo participando en 6 partidos todos de suplente.
En el Apertura 2009 Padilla no logra acomodarse en un equipo de primera división entonces decide fichar con el Veracruz que participaba en la Liga de Ascenso de México.Padilla participa con el club desde el Apertura 2009 al Apertura 2011.
En el Clausura 2011 logra fichar con un equipo de primera división el Puebla Fútbol Club donde participa en 5 partidos 1 de titular.

## Estadísticas

### Clubes
| Atlante F.C. · México |               |               |     |    |    |   |    |    |     |      |     |
| 1ª | 1998-99       | 1             | 0   | 0  | 0  | - | -  | 1  | 0   | 0    |     |
| 1ª | 1999-00       | 3             | 0   | -  | -  | - | -  | 3  | 0   | 0    |     |
| 1ª | 2000-01       | 7             | 1   | 2  | 0  | 3 | 0  | 12 | 1   | 0.08 |     |
| 1ª | 2001-02       | 18            | 3   | -  | -  | - | -  | 18 | 3   | 0.17 |     |
| 1ª | 2002-03       | 16            | 2   | -  | -  | - | -  | 16 | 2   | 0.11 |     |
| 1ª | 2003-04       | 24            | 4   | 3  | 1  | - | -  | 27 | 5   | 0.19 |     |
| Total club | Total club    | 69            | 10  | 5  | 1  | 3 | 0  | 77 | 11  | 0.14 |     |
| C.F. América · México |               |               |     |    |    |   |    |    |     |      |     |
| 1ª | 2004-05       | 18            | 10  | 3  | 0  | - | -  | 21 | 10  | 0.48 |     |
| 1ª | 2005-06       | 16            | 5   | 1  | 0  | 8 | 5  | 25 | 10  | 0.4  |     |
| Total club | Total club    | 34            | 15  | 4  | 0  | 8 | 5  | 46 | 20  | 0.43 |     |
| I.D. Necaxa · México |               |               |     |    |    |   |    |    |     |      |     |
| 1ª | 2006-07       | 22            | 3   | 1  | 0  | 2 | 1  | 25 | 4   | 0.16 |     |
| Total club | Total club    | 22            | 3   | 1  | 0  | 2 | 1  | 25 | 4   | 0.16 |     |
| Atlas F.C. · México |               |               |     |    |    |   |    |    |     |      |     |
| 1ª | 2007          | 5             | 0   | -  | -  | - | -  | 5  | 0   | 0    |     |
| Total club | Total club    | 5             | 0   | -  | -  | - | -  | 5  | 0   | 0    |     |
| Jaguares de Chiapas · México |               |               |     |    |    |   |    |    |     |      |     |
| 1ª | 2008          | 5             | 0   | -  | -  | - | -  | 5  | 0   | 0    |     |
| 1ª | 2008-09       | 10            | 1   | -  | -  | - | -  | 10 | 1   | 0.1  |     |
| Total club | Total club    | 15            | 1   | -  | -  | - | -  | 15 | 1   | 0.07 |     |
| C.D. Veracruz · México |               |               |     |    |    |   |    |    |     |      |     |
| 2ª | 2009          | 15            | 1   | -  | -  | - | -  | 15 | 1   | 0.07 |     |
| Total club | Total club    | 15            | 1   | -  | -  | - | -  | 15 | 1   | 0.07 |     |
| Puebla F.C. · México |               |               |     |    |    |   |    |    |     |      |     |
| 1ª | 2011-12       | 8             | 2   | -  | -  | - | -  | 8  | 2   | 0.25 |     |
| Total club | Total club    | 8             | 2   | -  | -  | - | -  | 8  | 2   | 0.25 |     |
| Total carrera | Total carrera | Total carrera | 168 | 32 | 10 | 1 | 13 | 6  | 191 | 39   | 0.2 |
| (1)Incluye datos de la Pre Pre Libertadores (1998 y 2000), Campeón de Campeones (2004-05) e InterLiga (2004, 2005 y 2007). (1)Incluye datos de la Pre Libertadores (2001), Copa Campeones CONCACAF (2006), Copa Sudamericana (2005) y Copa Libertadores (2007). |               |               |     |    |    |   |    |    |     |      |     |

## Selección nacional

### Participaciones en fases finales
| Competición                     | Categoría | Sede           | Resultado        | Partidos | Goles |
| ------------------------------- | --------- | -------------- | ---------------- | -------- | ----- |
| Copa de Oro de la Concacaf 2005 | Absoluta  | Estados Unidos | Cuartos de final | 2        | 0     |
| Total                           | –         | –              | –                | 2        | 0     |

### Partidos internacionales
| # | Fecha               | Rival     | Sede        | Estadio           | Resultado | Competición            |
| - | ------------------- | --------- | ----------- | ----------------- | --------- | ---------------------- |
| 1 | 10 de julio de 2005 | Guatemala | Los Ángeles | Memorial Coliseum | 4-0       | Copa Oro CONCACAF 2005 |
| 2 | 17 de julio de 2005 | Colombia  | Houston     | Reliant Stadium   | 1-2       | Copa Oro CONCACAF 2005 |

## Palmarés

### Campeonatos nacionales
| Título               | Club         | País           | Año  |
| -------------------- | ------------ | -------------- | ---- |
| Primera División     | C.F. América | México         | 2005 |
| Campeón de Campeones | C.F. América | México         | 2005 |
| InterLiga            | I.D. Necaxa  | Estados Unidos | 2007 |

### Títulos internacionales
| Título                           | Club         | Sede   | Año  |
| -------------------------------- | ------------ | ------ | ---- |
| Copa de Campeones de la Concacaf | C.F. América | México | 2006 |